# No Way Out (2003)
No Way Out (2003) — это PPV-шоу по рестлингу, проводимое проводимое World Wrestling Entertainment (WWE). Состоялось 23 февраля 2003 года в Монреале, Квебек, Канада на арене «Белл Центр».
Это был первое PPV-шоу WWE, проведенный в Монреале после печально известной «Монреальской подставы» на Survivor Series в 1997 году.

## Результаты
| №                             | Матч | Тип матча                                                     | Время |
| ----------------------------- | --- | ------------------------------------------------------------- | ----- |
| 1H                            | Рей Мистерио победил Джейми Ноубла (с Нидией)                                                                   | Матч один на один                                             | 4:35  |
| 2                             | Крис Джерико победил Джеффа Харди                                                                               | Матч один на один                                             | 12:59 |
| 3                             | Лэнс Шторм и Уильям Ригал победили Кейна и Роба Ван Дама                                                        | Командный матч за титул командных чемпионов мира              | 9:20  |
| 4                             | Мэтт Харди (с Шенноном Муром) победил Билли Кидмана                                                             | Матч один на один за титул чемпиона WWE в первом тяжёлом весе | 9:31  |
| 5                             | Гробовщик победил Биг Шоу (с Полом Хейманом)                                                                    | Матч один на один                                             | 14:08 |
| 6                             | Брок Леснар и Крис Бенуа победили «Команду Энгла» (Чарли Хаас, Курт Энгл и Шелтон Бенджамин) (с Полом Хейманом) | Гандикап-матч                                                 | 13:19 |
| 7                             | Трипл Эйч (с Риком Флэром) победил Скотта Штайнера                                                              | Матч один на один за титул чемпиона мира в тяжёлом весе       | 13:01 |
| 8                             | Стив Остин победил Эрика Бишоффа                                                                                | Матч один на один                                             | 4:26  |
| 9                             | Скала победил Халка Хогана                                                                                      | Матч один на один                                             | 12:20 |
| H — матч на Sunday Night Heat | |                                                               |       |